# Butaleja
Butaleja – miasto w Ugandzie, stolica dystryktu Butaleja.